# طاهر يولداشيف
طاهر يولداشيف ((الروسية: Тахир Абдухалилович Юлдашев) (بالإنجليزية: Tahir Yuldashev)) هو أمير حركة أوزباكستان الإسلامية.

## ولادته ونشأته
ولد في عام 1967م في اوزباكستان بولاية نمنكن في وادي فرغانة وعاش فيها 25 سنة تقريبا ثم هاجر.
درس العلم الدنيوي في الجامعة وتخصص في التكنولوجيا، وتعلم العلوم الإسلامية بسرية تامة، وعندما بلغ ال23 سنة بدأ في جماعة التبليغ والدعوة، حيث كان اميرها، وكانت تضم 400 ملتزم حيث اشتغلوا بالدراسة ثم الدعوة في اوزباكستان وطاجيكستان وداغستان وغيرها.
تزوج ورزق بولد وابنتين. توفي في 27 أغسطس 2009.